# Milen Natschew
Milen Natschew (bulgarisch Милен Начев; * 1. Oktober 1957 in Silistra) ist ein bulgarischer Dirigent. Er ist zurzeit dauerhafter Gastdirigent des Rumänischen Nationalorchesters und -chores. Er lebt in den USA.
Natschew begann mit fünf Jahren Klavier zu spielen. Seine Musikstudien führten ihn nach Sofia, Sankt Petersburg, Siena und Dijon. 1983 wurde er zum Chefdirigenten der Staatsoper in Russe ernannt; später wurde er für den gleichen Posten an die Nationaloper nach Sofia berufen. 1995 wurde Natschew vom bulgarischen National-Radiosinfonieorchester zum Chefdirigenten auf Lebenszeit nominiert; es folgten Konzerttourneen quer durch Europa.
Natschew ist besonders wegen seines hochexpressiven Dirigierstils weithin bekannt.
| Personendaten    | Personendaten         |
| ---------------- | --------------------- |
| NAME             | Natschew, Milen       |
| KURZBESCHREIBUNG | bulgarischer Dirigent |
| GEBURTSDATUM     | 1. Oktober 1957       |
| GEBURTSORT       | Silistra              |